# (25912) Recawkwell
(25912) Recawkwell est un astéroïde de la ceinture principale.

## Description
(25912) Recawkwell est un astéroïde de la ceinture principale. Il fut découvert le 1er février 2001 à Socorro (Nouveau-Mexique) par le projet LINEAR. Il présente une orbite caractérisée par un demi-grand axe de 2,31 UA, une excentricité de 0,13 et une inclinaison de 7,1° par rapport à l'écliptique.

## Compléments